# Ben Bamfuchile
Ben „Big Ben“ Bamfuchile (* 1960; † 27. Dezember 2007 in Kitwe) war ein sambischer Fußballspieler und -trainer.
Ben Bamfuchile begann seine Fußballkarriere 1977 als Spieler bei Nkana FC und wurde mehrfach Landesmeister. Seit den späten 1980er Jahren war er beim Verein Co-Trainer. 1993 übernahm er das Traineramt von Moses Simwala. 1994 war er Cotrainer der Sambischen Nationalmannschaft beim Gewinn der Silbermedaille bei der Fußball-Afrikameisterschaft. 1996 gewann er mit seinem Team den Pokal in Swasiland. Daran schloss sich ein kurzes Engagement bei Amazulu in Südafrika an. 1999 wurde er Trainer der U23-Nationalmannschaft Sambias und führte sie ins Finale der Afrikameisterschaft, wo gegen Kamerun verloren wurde.
Bamfuchile führte Sambia 2000 zur Fußball-Afrikameisterschaft 2000 nach Ghana und Nigeria, schied mit seinem Team jedoch als Gruppendritter hinter Ägypten und Senegal und vor Burkina Faso nach zwei Unentschieden und nur einer Niederlage gegen Ägypten aus. Von Januar 2001 bis Dezember 2003 betreute Bamfuchile den sambischen Verein Power Dynamos und gewann 2001 und 2003 mit dem Team den Pokal („Mosi Cup“). Anschließend trainierte er seinen Heimverein Nkana FC. Seit dem 5. Juni 2006 betreute er die Namibische Nationalmannschaft und führte sie erst zum zweiten Mal zu einer Afrikameisterschaft. Nur kurz vor dem Turnier verstarb Bamfuchile nach einer kurzen schweren Krankheit, die ihm die Ausübung seiner Arbeit schon mehrere Monate unmöglich machte und die die Zusammenarbeit mit dem Verband zu Jahresende beendet hätte. Er hinterließ eine Frau und sechs Kinder. 